# NGC 198
NGC 198 ist eine Spiralgalaxie vom Hubble-Typ Sc im Sternbild Fische auf der Ekliptik. Sie ist schätzungsweise 239 Millionen Lichtjahre von der Milchstraße entfernt und hat einen Durchmesser von etwa 85.000 Lichtjahren. Gemeinsam mit drei weiteren Galaxien bildet sie die NGC 198-Gruppe (LGG 9).

Im selben Himmelsareal befinden sich die Galaxien NGC 182, NGC 194, NGC 200, NGC 208.
Das Objekt wurde am 25. Dezember 1790 von dem deutsch-britischen Astronomen Wilhelm Herschel entdeckt.

## NGC 198-Gruppe (LGG 9)
| Galaxie | Alternativname | Entfernung/Mio. Lj |
| ------- | -------------- | ------------------ |
| NGC 182 | PGC 2279       | 239                |
| NGC 194 | PGC 2362       | 238                |
| NGC 198 | PGC 2371       | 239                |
| NGC 200 | PGC 2387       | 235                |